# Meister von Mörlbach
Meister von Mörlbach oder Meister des Mörlbacher Marienaltars ist der Notname eines an der zeitgenössischen flämischem Kunst orientierten süddeutschen Malers des späten 15. Jahrhunderts. Er wird mittlerweile mit dem Landshuter Hofmaler Sigmund Gleismüller (1474–1505 nachweisbar) identifiziert.
Gleismüller war auch unter einem weiteren  Notnamen („Meister von Attel“) bekannt.

Altartafel aus Mörlbach: Verkündigung an die Hirten

Vom Meister von Mörlbach stammen die Tafeln des Verkündigungsaltars in der Kirche St. Stephan in Mörlbach. Ihm werden auch die Tafeln des Katharinenaltars in der ehemaligen Klosterkirche des Klosters Attel (jetzt Pfarrkirche St. Michael) zugeschrieben.